# 알샤인
독수리자리 베타(β Aql, β Aquilae)는 독수리자리에서 두 번째로 밝게 빛나는 별로, 지구에서 44.7광년 떨어져 있다. 예전부터 불리던 이름은 알샤인(Alshain)으로 이는 '매'라는 뜻이다.
베타는 겉보기 등급이 +3.71이고 분광형은 G8IV으로, 내부의 수소를 다 태우고 주계열에서 떠나는 과정에 있는 것으로 보인다. 베타는 동반성 독수리자리 베타 B를 거느리고 있는데 이 동반성은 밤하늘에서 베타로부터 13초각 떨어져 있다. 베타 B는 분광형이 M3인 적색왜성이며 겉보기 등급이 +12로 망원경을 이용해야 볼 수 있다.